# Động cơ vĩnh cửu

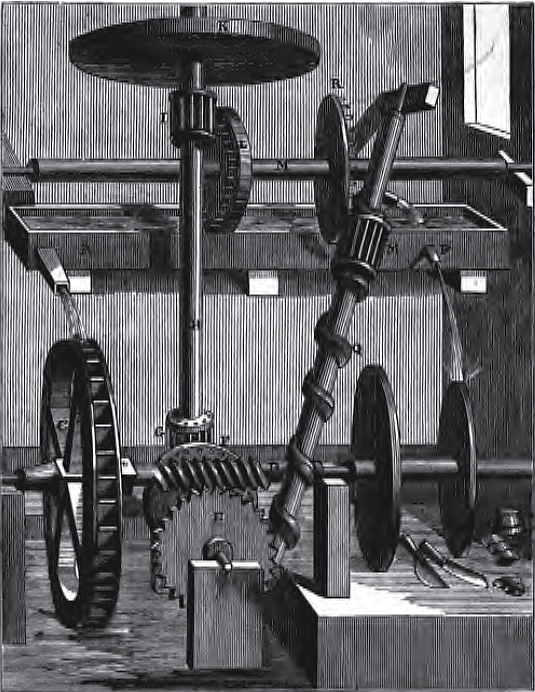
Một mô hình động cơ vĩnh cửu sử dụng nước

Động cơ vĩnh cửu là một thiết bị cơ khí, với hy vọng là động cơ này tự hoạt động mãi mãi mà không cần cung cấp năng lượng. 

## Một số mô hình

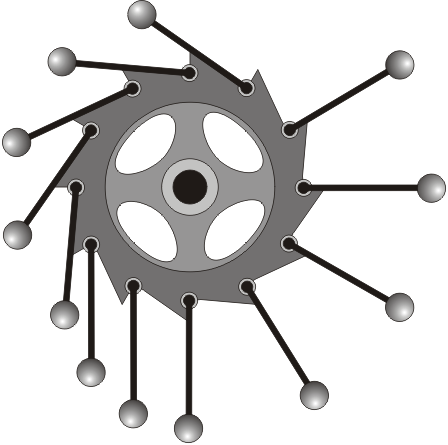
Bánh xe cân bằng.

"Bánh xe không cân bằng". Phương án dựa trên ý tưởng quả cầu bên phải luôn cách xa tâm quay hơn quả cầu bên trái nên có mô men quay lớn hơn và do đó, sẽ luôn kéo bánh xe quay về bên phải. Nhưng sai lầm ở đây là chưa tính tuy mô men của từng quả cầu bên phải lớn hơn, nhưng số lượng quả cầu bên trái lại nhiều hơn, do đó tổng mô men 2 bên là cân bằng-nghĩa là bánh xe vẫn đứng yên.

Hệ thống máy phát điện với dây chuyền nam châm nổi
Hệ thống máy phát điện với dây chuyền nam châm nổi
Hệ thống máy phát điện với dây chuyền nam châm nổi
Động cơ năng lượng từ tính liên tục chuyển động
Hoạt hình của một động cơ vĩnh cửu di động đơn giản và không thể thực hiện được